# Pemeno I de Moscou
Pemeno I (23 de julho de 1910 — 3 de maio de 1990) foi patriarca de Moscou, o chefe da Igreja Ortodoxa Russa de 1971 a 1990.
Pemeno teve por missão liderar a Igreja em um Estado declaradamente ateu, comandado pelo Partido Comunista. Para isso, aproximou-se das autoridades, como o presidente Leonid Brejnev, de quem recebeu a Ordem do Estandarte Vermelho.